# Болгаро-нидерландские отношения
Болгаро-нидерландские отношения — двусторонние дипломатические отношения между Болгарией и Нидерландами. Отношения были установлены 8 июля 1909 года.
Обе страны являются членами ООН, ЕС и НАТО.

## История отношений
Дипломатические отношения между Болгарией и Нидерландами были установлены 8 июля 1909 года.

## Торговля
В период с 1992 по 2006 год более 10% иностранных инвестиций в Болгарию поступило из Нидерландов. В 2005 году Нидерланды были 7-м партнером Болгарии по импорту и 9-м партнером по экспорту из 15 старых стран ЕС. Затем импорт составил 300 миллионов евро из Нидерландов (+4,1%): машины и транспортное оборудование 15%, химикаты (многие лекарства) 6%, сельскохозяйственная продукция (в основном живые животные и какао) 5%. Наибольший рост наблюдался в фармацевтических препаратах, пластмассах, компьютерах и шоколадных изделиях. Стоимость экспорта в Нидерланды в 2005 г. составила 118 млн евро (+4,6%). В основном это касалось текстильной и нефтяной продукции и машиностроения.
В 2017 году Нидерланды находились на десятом месте в экспорте и восьмом месте в импорте Болгарии, а товарооборот составил 1,8 млрд евро.

## Инвестиции
За период 1996-2017 годов прямые иностранные инвестиции (ПИИ) Нидерландов в Болгарию составили 8,1 млрд евро, при этом страна занимает первое место по сумме ПИИ в Болгарии.

## Дипломатические миссии
- У Болгарии есть посольство в Гааге[4]
- У Нидерландов есть посольство в Софии[5]